# Schötz
Schötz este o comună în partea central-nordică a Elveției, în cantonul Lucerna.

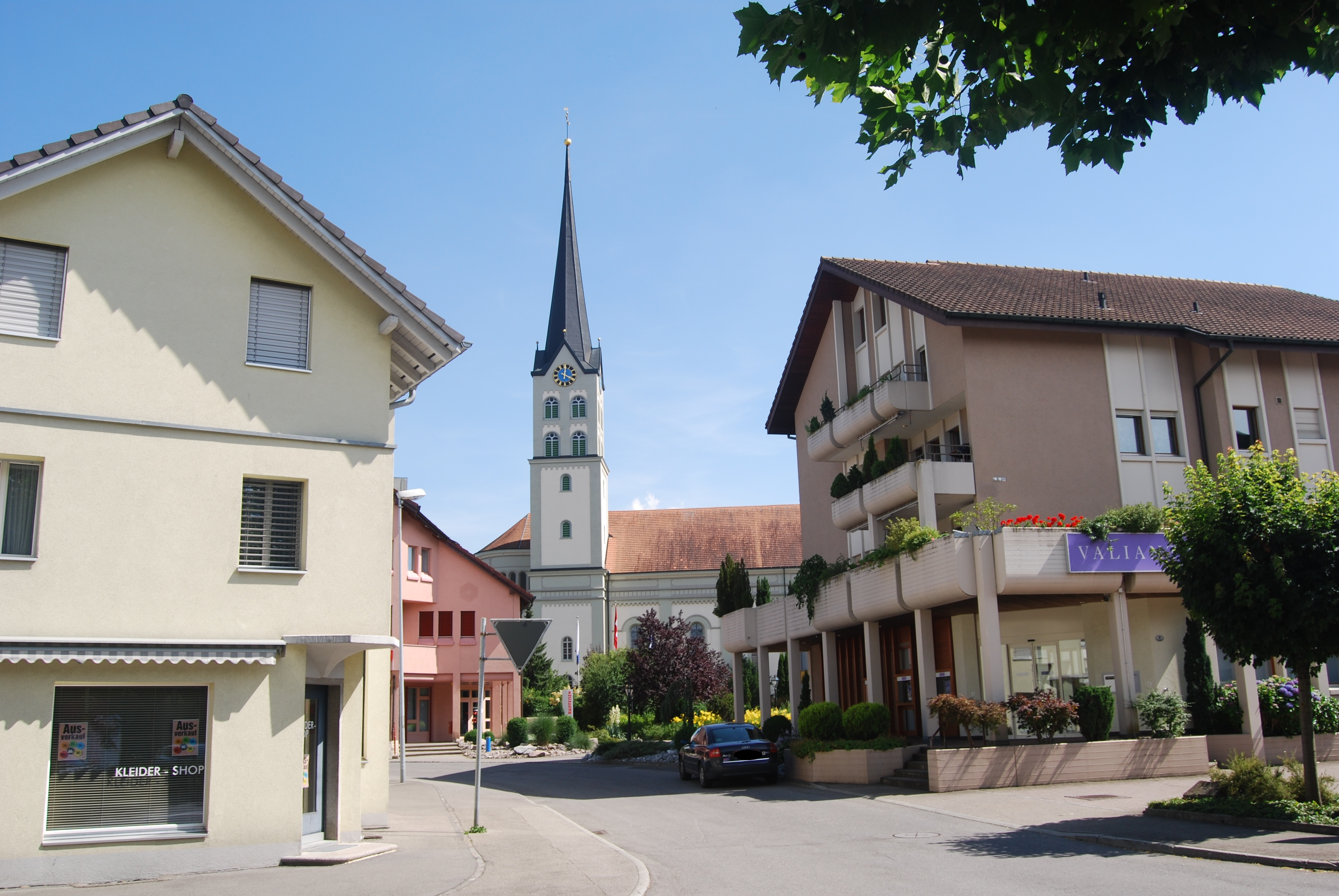
Schötz